# Via Portuensis

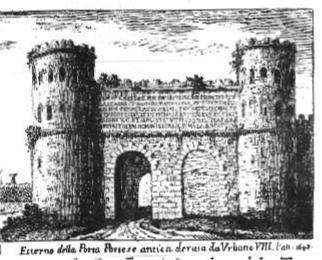
Reconstructie van de Porta Portuensis

De Via Portuensis was een antieke Romeinse weg, die van Rome naar de havenstad Portus liep.
De weg werd in de 1e eeuw n.Chr. aangelegd door keizer Claudius. Hij had ook de haven van Portus aangelegd. De Via Portuensis begon bij de Pons Aemilius (Ponte Rotto) en liep gedeeltelijk langs de westelijke Tiberoever. Tussen 275 en 285 werd de Porta Portuensis van de Aureliaanse Muur gebouwd. Omdat Portus een belangrijke haven was werden veel goederen over de Via Portuensis vervoerd. De Porta Portuensis had daarom een dubbele doorgang en was een van de hoofdpoorten van de stad. Het eerste deel van de Via Portuensis werd ook gebruikt voor de Via Campana, maar ongeveer een mijl na de stadspoort splitste de weg en ging de Via Portuensis door heuvelig gebied, terwijl de Via Campana de  loop van de Tiber volgde. Bij het moderne Ponte Galeria, een buitenwijk van Rome, kwamen de beide wegen weer samen. 
De huidige Via Portuense volgt ongeveer dezelfde route als zijn antieke voorganger.

## Catacomben
In Rome liggen verschillende catacombecomplexen aan de Via Portuensis, te weten:
- Catacombe van Pontianus
- Catacombe van Monteverde (joods)
- Catacombe van Generosa

## Bron
- S.B. Platner - A topographical dictionary of ancient Rome, London 1929 art. Via Portuensis